# Cissus comosus
Cissus comosus är en vinväxtart som beskrevs av Descoings. Cissus comosus ingår i släktet Cissus och familjen vinväxter. Inga underarter finns listade i Catalogue of Life.